# تپه کارخانه (ک - ۳)
تپه کارخانه (ک - ۳) مربوط به دوران پیش از تاریخ ایران باستان است و در شهرستان کنگاور، بخش مرکزی، روستای کارخانه واقع شده و این اثر در تاریخ ۲۴ فروردین ۱۳۸۲ با شمارهٔ ثبت ۸۱۰۸ به‌عنوان یکی از آثار ملی ایران به ثبت رسیده است.